# Astragalus alavaanus
Astragalus alavaanus är en ärtväxtart som beskrevs av Dieter Podlech. Astragalus alavaanus ingår i släktet vedlar, och familjen ärtväxter. Inga underarter finns listade i Catalogue of Life.